# نصف ربيع الآخر (مسلسل)
نصف ربيع الآخر هو مسلسل مصري اجتماعي من إنتاج عام 1996 في شهر رمضان و هو من تأليف محمد جلال عبد القوي وإخراج يحيى العلمي و هذا المسلسل كان نقطة الانطلاق لأحمد السقا ومنى زكي و دائرة توهج لحنان ترك.

يتحدث هذا المسلسل عن المشاعر الجميلة والقيم السامية من خلال ربيع الحسيني المحامي الشهير الذي يواجه اختبارات عديدة ما بين قيمه ومبادئه و ما بين الثراء من أجل تأمين مستقبل أبنائه من خلال صراع عنيف بين حبه لزوجته سناء الأنصاري (فادية عبد الغني) و ناهد الوكيل (إلهام شاهين) حتى يجد نفسه أمام محاكمة أصعب من القضايا التي يترافع فيها فهو الآن في اختبار النفس واختبار الضمير.
نجح هذا المسلسل نجاحًا باهراً لأنه دعوة للرومانسية بمعانيها الشاملة بدفء الأسرة وحب الزوجة الطاهر والحبيبة المخلصة في ظل براثن سرعة الزمن الشرس وتطور التكنولوجيا الرهيب فهذا المسلسل بمثابة واحة للنقاء والصفاء والهدوء والعودة للزمن الجميل بلغة عام 1996.
يعد هذا المسلسل إضافة جميلة لتاريخ الفخراني المبهر والقدير مؤكدًا مدى تطوره وتجدده في اختيار أدواره الخالدة في رحاب الشاشة الفضية مع تألق إلهام شاهين المبهر وتميز فادية عبد الغني ورزانة الأداء لعزت أبو عوف مع لمحات عمار الشريعي في موسيقاه الرائعة.

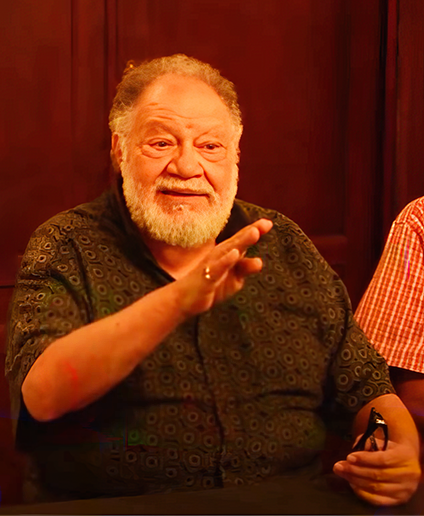
يحيى الفخراني في دور ربيع الحسيني

## طاقم الممثلين
- يحيى الفخراني (ربيع الحسينى)
- فادية عبد الغني (سعاد الأنصاري)
- إلهام شاهين (ناهد الوكيل)
- حنان ترك (أميمة ابنة ربيع)
- محمد رياض (أحمد ابن ربيع)
- أحمد السقا (عصام زوج أميمة)
- مني زكي 	(علا خطيبة أحمد)
- سعيد عبد الغني (ثروت والد علا)
- عزت أبو عوف (أشرف علوان زوج ناهد)
- سوسن بدر
- لطفي لبيب
- نادية عزت

## طاقم العمل
- مدير الإضاءة : سعد جابر
- مدير التصوير : تيمور بكير، محمود حامد، سامية صبحى، ميرفت محيى
- مساعد مخرج .. رباب الاشرف